# Odontotrypes kabaki
Odontotrypes kabaki är en skalbaggsart som beskrevs av Nikolajev 2005. Odontotrypes kabaki ingår i släktet Odontotrypes och familjen tordyvlar. Inga underarter finns listade i Catalogue of Life.